# のと共栄信用金庫

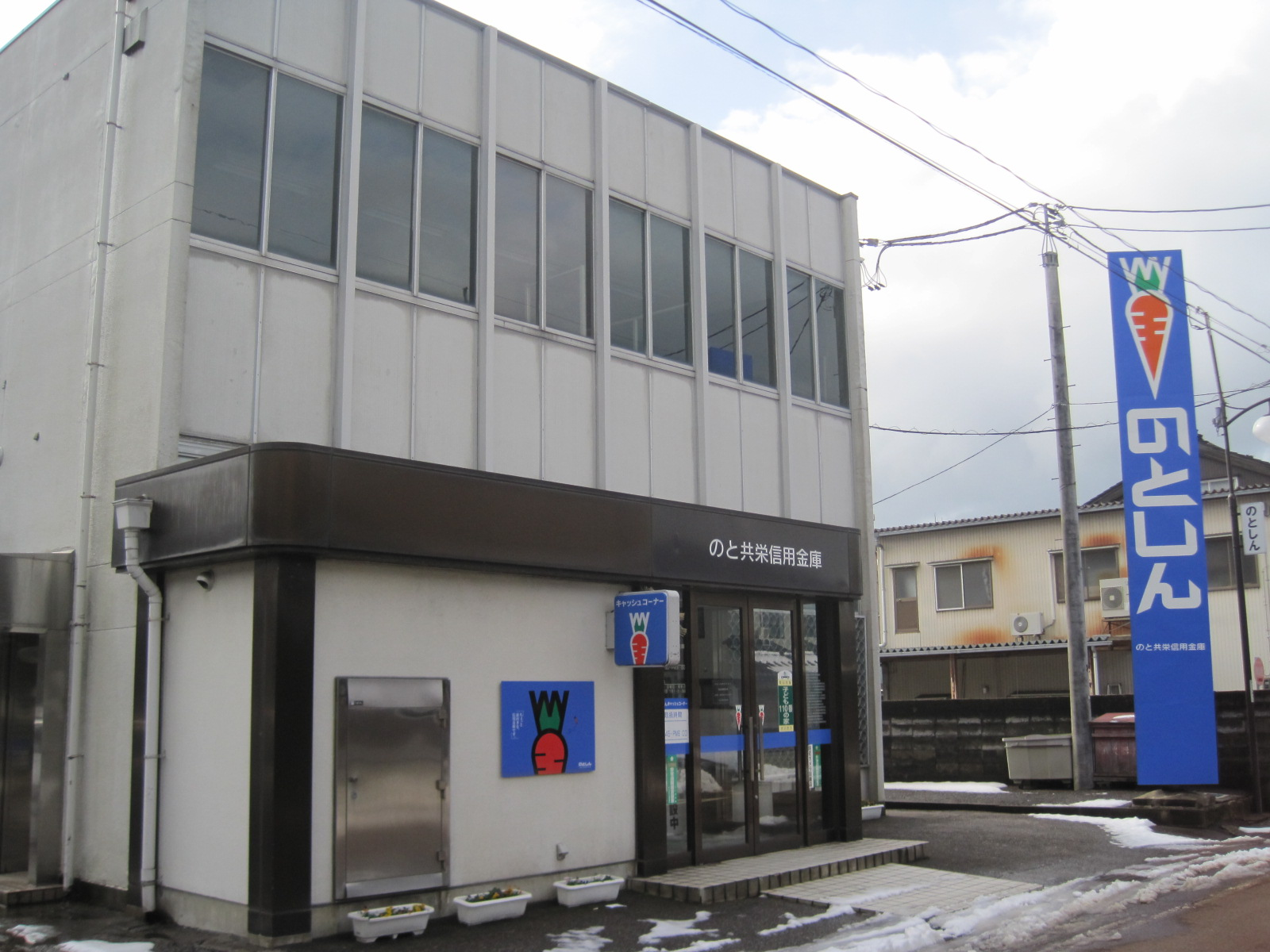
志雄支店（石川県羽咋郡宝達志水町）

のと共栄信用金庫（のときょうえいしんようきんこ、英語：NOTOKYOUEI SHINYOUKINKO）は、石川県七尾市に本店を置く信用金庫である。通称は、"のとしん"。ロゴはニンジン。

## 概要
2003年11月に、能登信用金庫（七尾市）と共栄信用金庫（金沢市）が対等合併（存続金庫は能登信用金庫）して誕生した。シンボルマークのニンジンは「お客様にのとしんに興味を持っていただくため制定した」としている。

## キャッシュカード利用提携
無料提携
- しんきん北陸トライアングルネットワークATMサービス

現金自動預け払い機（ATM）については、北陸地方3県（富山県・石川県・福井県）内に本店を置く信用金庫のカードに限ってATM利用時間内に関わらず入出金手数料が終日無料で利用できる。
一部無料提携
- しんきんATMゼロネットサービス

北陸3県以外の信用金庫のカードでも平日8:45~18:00の入出金・土曜9:00~14:00の出金に限り手数料が無料で利用できる。
- 北陸銀行

平日8:45~18:00の出金に限り手数料が無料で利用できる（ただし北陸銀行が参加しているコンビニATM<イーネット・ローソンATM・BankTime>では対象外）。

## 沿革
- 1915年（大正4年）5月24日 - 「無限責任七尾興産信用組合」として設立。
- １９２２年（大正１１年）３月１４日 - 「有限責任七尾興産信用販売購買組合」と改称。
- １９２５年（大正１４年）１月２９日 - 「有限責任七尾興産信用組合」と改称。
- 1943年（昭和18年）6月29日 - 市街地信用組合に転換、「七尾市信用組合」に改組。
- 1950年（昭和25年）4月1日 - 信用協同組合に転換・改組。
- １９５１年（昭和２６年）９月１０日 - 羽咋市に羽咋支店開設。
- 1952年（昭和27年）1月12日 - 信用金庫に転換、「能登信用金庫」に改組。
- １９５３年（昭和２８年）６月２８日 - 羽咋郡志賀町に高浜支店開設。
- １９５４年（昭和２９年）１１月２４日 - 羽咋郡富来町に富来支店開設。
- １９５７年（昭和３２年）７月１５日 - 鹿島郡鳥屋町に良川支店開設。
- １９５９年（昭和３４年）７月１３日 - 羽咋郡志雄町に志雄支店開設。
- １９６３年（昭和３８年）２月１８日 - 七尾市に西支店開設。
- １９６４年（昭和３９年）９月７日 - 七尾市に川原町支店開設。
- １９６７年（昭和４２年）１２月１８日 - 河北郡津幡町に津幡支店開設。
- １９７１年（昭和４６年）１１月８日 - 鹿島郡鹿島町に鹿島支店開設。
- １９７４年（昭和４９年）３月１１日 - 金沢市に金沢支店開設。
- １９７７年（昭和５２年）３月１８日 - 羽咋郡押水町に押水支店開設。
- １９７８年（昭和５３年）３月７日 - 河北郡七塚町に七塚支店開設。
- １９８０年（昭和５５年）８月１８日 - 鹿島郡田鶴浜町に鹿北支店開設。
- １９８０年（昭和５５年）１２月２２日 - 七尾市に和倉支店開設。
- １９８２年（昭和５７年）１１月８日 - 鹿島郡能登島町に能登島支店開設。
- １９８２年（昭和５７年）１１月２９日 - 鹿島郡鹿西町に鹿西支店開設。
- １９８４年（昭和５９年）３月２１日 - 鳳至郡穴水町に穴水支店開設。
- １９８５年（昭和６０年）８月２０日 - 河北郡宇ノ気町に宇ノ気支店開設。
- 1999年（平成11年）6月16日 - 大林重治第9代理事長就任[4]。
- 2002年（平成14年）2月18日 - 輪島信用組合の清算により事業を受け継ぎ、輪島市に輪島支店開設。
- 2003年（平成15年）１月２０日 - 西支店を本店営業部に統合（２２→２１店舗）
- 3月24日 - 株式会社石川銀行の6店舗（久安、木越、鶴ヶ丘、宇野気、七尾、穴水支店）の営業を譲り受け、久安支店、内灘支店（旧鶴ヶ丘支店）、金沢支店木越出張所（旧木越支店）を開設。（２１→２３店舗）
- 2003年（平成15年）11月4日 - 共栄信用金庫（本店：金沢市）と合併、「のと共栄信用金庫」に名称を変更する。理事長には大林重治旧能登信用金庫理事長、副理事長には野村喜八朗旧共栄信用金庫理事長が就任。旧共栄信用金庫の9店舗（本店、竪町、野町、西部、野々市、森本、八日市、伏見台、杜の里支店）のうち、本店を金沢中央支店に改称、伏見台支店を旧能登信用金庫久安支店に統廃合。旧能登信用金庫金沢支店を鳴和支店に改称。（２３→３１店舗）
- 2004年（平成16年）5月 - 「のとしんビジネスクラブ」を開始。
- ２００５年（平成１７年）５月２３日 - 本店新築開店。
- ２００６年（平成１８年）１１月１６日 - 良川支店と鹿西支店を鹿島町支店へ、能登島支店を和倉支店へ統合。（３１→２８店舗）
- ２００９年（平成２１年）７月１３日 - かしま支店移転新築開店。
- 2012年（平成24年）8月27日 - 金沢中央支店を西部支店へ統合。（２８→２７店舗）
- 2018年（平成30年）6月15日 - 鈴木正俊第10代理事長就任[5]。
- 11月19日　- 小丸山支店を本店営業部内へ移転。
- 2020年（令和2年）10月5日 - 金沢南支店を久安支店へ、小丸山支店を本店営業部へ統合。（２７→２５店舗）
- １１月9日 - 志雄支店を押水支店へ統合。（２５→２４店舗）
- 2023年（令和5年）10月16日 - この日から磁気の影響を受けにくい新しい通帳（Hi-Co通帳）を取扱開始した(Hi-Co通帳に対応していない信用金庫ATMではHi-Co通帳は使えない)[6]
- 2024年（令和6年）9月17日 - 鹿北支店を興能信用金庫旧田鶴浜支店跡へ移転。

## 店舗
2003年11月の合併時は31店舗2出張所の体制であったが、その後、店舗の統廃合を進め、現在は24店舗となっている。数字は店番。
- 能登地区
  - 七尾地区統括
    - 七尾まごころセンター（本店営業部内）
      - 001 本店営業部 - 七尾市桧物町
      - 008 川原町支店 ｰ 七尾市上府中町

    - 七尾西まごころセンター（和倉支店内）
      - 015 和倉支店 ｰ 七尾市石崎町
      - 014 鹿北支店 ｰ 七尾市田鶴浜町

    - 010 かしま支店 ｰ 鹿島郡中能登町井田

  - 羽咋地区統括
    - 羽咋まごころセンター（羽咋支店内）
      - 002 羽咋支店 ｰ 羽咋市本町
      - 012 押水支店 ｰ 羽咋郡宝達志水町小川

    - 003 高浜支店 ｰ 羽咋郡志賀町高浜町
    - 004 富来支店 ｰ 羽咋郡志賀町富来地頭町

  - 019 穴水支店 ｰ 鳳珠郡穴水町字川島
  - 022 輪島支店 ｰ 輪島市河井町
- 金沢地区（金沢本部：鳴和支店内）
  - 第一ブロック
    - 金沢南まごころセンター（久安支店内）
      - 023 久安支店 ｰ 金沢市久安三丁目
      - 037 八日市支店 ｰ 金沢市八日市出町（旧共栄信用金庫八日市支店）

    - 金沢西まごころセンター（野町支店内）
      - 033 野町支店 ｰ 金沢市野町二丁目（旧共栄信用金庫野町支店）
      - 032 竪町支店 - 野町支店内（旧共栄信用金庫竪町支店）

    - 035 野々市支店 ｰ 野々市市高橋町（旧共栄信用金庫野々市支店）

  - 第二ブロック
    - 金沢東まごころセンター（森本支店内）
      - 036 森本支店 ｰ 金沢市吉原町（旧共栄信用金庫森本支店）
      - 011 鳴和支店 ｰ 金沢市鳴和二丁目

    - 039 杜の里支店 ｰ 金沢市もりの里二丁目（旧共栄信用金庫杜の里支店）
    - 034 西部支店 ｰ 金沢市長田二丁目（旧共栄信用金庫西部支店）

  - 第三ブロック
    - 河北まごころセンター（宇ノ気支店内）
      - 013 七塚支店 ｰ かほく市松浜
      - 020 宇ノ気支店 ｰ かほく市内日角四丁目
      - 009 津幡支店 ｰ 河北郡津幡町字津幡
      - 024 内灘支店 ｰ 河北郡内灘町字鶴ヶ丘四丁目

### 近年廃止された店舗
- 2003年（平成15年）1月20日
  - 007 西支店 → 本店営業部へ統合
- 2006年（平成18年）11月16日
  - 005 良川支店 → 鹿島町支店（現・かしま支店）へ統合
  - 016 能登島支店 → 和倉支店へ統合
  - 017 鹿西支店 → 鹿島町支店（現・かしま支店）へ統合
- 2012年（平成24年）8月27日
  - 031金沢中央支店（旧共栄信用金庫本店） → 西部支店へ統合
  - 051川原町支店にんじん館出張所 →川原町支店へ統合
- 2020年（令和2年）10月5日
  - 018金沢南支店 →久安支店へ統合
  - 021小丸山支店 → 本店営業部へ統合
  - 052鳴和支店木越出張所（旧石川銀行木越支店） → 鳴和支店へ統合
- 11月9日
  - 006志雄支店 →押水支店へ統合